# Vildmosemuseet
Vildmosemuseet er et museum i Brønderslev og en del af Museum for Forsyning og Bæredygtighed, der også omfatter Dorf Møllegård. Museet er statsanerkendt. 
Museet er midlertidigt uden udstillinger, da der arbejdes på opførelsen af et nyt tidssvarende museum.